# Li Yanfeng
Li Yanfeng (15. svibnja 1979.) kineska je bacačica diska. Ona je svjetska prvakinja iz Daegua, dvostruka pobjednica azijskog prvenstva i osvajačica olimpijskog srebra iz Londona 2012.
Visoka je 179 centimetara i teška 93 kilograma. Svoj najbolji hitac u karijeri bacila je u Schönebecku 2011. godine.